# Église Sainte-Marie de Marignans
Pour les articles homonymes, voir église Sainte-Marie.
L'église Sainte-Marie de Marignans est une ancienne église romane située dans le hameau de Marignans, à Serdinya, dans le département français des Pyrénées-Orientales. Abandonnée, elle tomba peu à peu en ruines et fut détruite en 1895. Son mobilier peut être vu dans l'église Saint-Côme-et-Saint-Damien de Serdinya.